# Tinamú nan
El tinamú nan (Taoniscus nanus) és una espècie d'ocell de la família dels tinàmids (Tinamidae) que viu a sabanes, praderies i boscos oberts del sud-est del Brasil. És l'unica espècie del gènere Taoniscus Gloger, 1842.